# Platyallabes
Platyallabes is een monotypisch geslacht van straalvinnige vissen uit de familie van de kieuwzakmeervallen (Clariidae).

## Soort
- Platyallabes tihoni (Poll, 1944)